# Among Corona
L'Among Corona è una struttura geologica della superficie di Venere.